# Hybristodryinus karen
Hybristodryinus karen (лат.) — ископаемый вид ос рода Hybristodryinus из семейства дрииниды (Dryinidae). Бирманский янтарь, меловой период (сеноманский век, около 99 млн лет). Мьянма. Видовое название karen происходит от имени этнической группы Мьянмы (Karen).

## Описание
Мелкие хризидоидные осы. Длина 3,7 мм. От близких видов отличается неполными нотаулями груди, равными 0,9 от длины мезоскутума (у H. kayin они равны 0,5 от длины мезоскутума); отсутствием глубокой бороздки на лице (у H. anomalus она развита); задний край темени не глубоко вырезан медиально. Усики 10-члениковые. Нижнечелюстные щупики состоят из 6, а нижнегубные — из 3 члеников. Самки неизвестны. У самцов мандибулы с четырьмя зубцами, а скапус усика много шире педицеля; переднее крыло с тремя ячейками, закрытыми пигментированными жилками (C, R и 1Cu). У самок этого рода на передних лапках есть клешня, предположительно для удерживания цикадок (Cicadomorpha, Fulgoroidea).
Вид был впервые описан в 2019 году палеоэнтомологами Евгением Перковским (Schmalhausen Institute of Zoology, Украина), Массимо Олми (Tropical Entomology Research Center, Viterbo, Италия), Патриком Мюллером (Германия) и Катериной Мартыновой (Киев).